# Nicolas Gonzales
Nicolas Gonzales est un acteur et poète français.

## Biographie
Nicolas Gonzales se forme à l'École nationale supérieure des arts et techniques du théâtre (ENSATT). De 2010 à 2013, il fait partie de la troupe du TNP, Théâtre National Populaire dirigé par Christian Schiaretti.
Il collabore à plusieurs reprises avec l'anthropologue spécialiste de Bali, Kati Basset avec laquelle il travaille plusieurs fois en Indonésie.
En 2014, il rejoint au Brésil le metteur en scène Antônio Araújo, directeur du Teatro da Vertigem. C'est également cette année qu'il publie son premier recueil de poésie dans la collection polder, préfacé par Jean-Pierre Siméon.

## Théâtre

### Comédien
- 2004 : Je puis n'est-ce pas laisser la porte ouverte d'après Yukio Mishima, mise en scène Vincent Farasse, Ensatt
- 2005 : Les vagues d'après Virginia Woolf, mise en scène Emmanuel Daumas, Ensatt
- 2005 : Penthésilée de Heinrich Von Kleist, mise en scène Christian Von Treskow, Ensatt
- 2005 : À chacun sa vérité de Luigi Pirandello, mise en scène Adolf Shapiro, Ensatt
- 2005 : Des crocodiles dans tes rêves[1] d'après Anton Tchekhov, mise en scène Gilles Bouillon, CDN de Tours Nouvel Olympia
- 2006 : Kachtanka[2] de Anton Tchekhov, mise en scène Gilles Bouillon, CDN de Tours Nouvel Olympia
- 2007 : La quittance du diable de Alfred de Musset, mise en scène Christophe Maltot, TGP Orléans - La Source
- 2008-2009 : Coriolan de Shakespeare, mise en scène Christian Schiaretti, TNP, Théâtre Nanterre - Amandiers[3], Théâtre National de Bretagne, Prix Georges Lerminier
- 2009 : Avril 08, conte moderne de Fabrice Dauby mise en scène de l'auteur, Théâtre de la Tempête[4]
- 2010 : La Célestine de Fernando de Rojas, mise en scène Christian Schiaretti, TNP[5], Théâtre Nanterre - Amandiers
- 2010 : Don Juan de Tirso de Molina, mise en scène Christian Schiaretti, TNP[6], Théâtre Nanterre - Amandiers
- 2011 : Joseph d'Arimathie de Florence Delay et Jacques Roubaud, mise en scène Christian Schiaretti, TNP[7]
- 2011-2012 : Ruy Blas de Victor Hugo, mise en scène Christian Schiaretti, TNP[8], Scène Nationale les Gémeaux, La Coursive et tournée avec les Tréteaux de France
- 2013 : Procès en séparation de l’âme et du corps[9] de Pedro Calderón de la Barca, mise en scène Christian Schiaretti, TNP
- 2014 : Dire ce qu'on ne pense pas dans des langues qu'on ne parle pas, de Bernardo Carvalho, mise en scène Antônio Araújo[10] et le Teatro da Vertigem, Théâtre National de Belgique[11], Festival d'Avignon[12]
- 2014 : A Última Palavra é a Penúltima 2.0, d'après Gilles Deleuze, mise en scène Antônio Araújo et le Teatro da Vertigem, 31st Bienal de São Paulo[13]
- 2015 : Lady Aoi de Yukio Mishima, mise en scène Raphael Trano, Théâtre de l'Aquarium[14]
- 2018-2019-2021 : Insoutenables longues étreintes de Ivan Viripaiev, mise en scène Galin Stoev, Théâtre de La Cité, Théâtre de La Colline[15], Théâtre de Liège, Théâtre de La Chaux-de-Fonds, Prix Georges Lerminier[16]
- 2022 : Ivanoff de Frederik Brattberg, mise en scène Galin Stoev, Théâtre de La Cité, Comédie de Reims[17], MC2 Grenoble
- 2023 : Agropeça de Marcelino Freire, mise en scène Antônio Araújo, SESC Pompéia São Paulo
- 2023 : Coeur des ténèbres d'après Joseph Conrad, mise en scène Nicolas Kerszenbaum, CCAM / Scène Nationale de Vandoeuvre[18]

### Mise en scène et collaborations
- 2008 : Dans les bras de l'absente d'après Paul Claudel, mise en scène Nicolas Gonzales, Centre Charles Péguy, Rencontres de Brangues[19], Maison Jules Roy, TGP Orléans - La Source
- 2009 : L'épopée du Ramayana d'après Valmiki, mise en scène Kati Basset, Cité de la Musique[20]
- 2013 : Le songe du volcan daprès Shakespeare, mise en scène Kati Basset[21], Java Indonésie
- 2017 : Inachevé (mais pas sans titre), texte et mise en scène Nicolas Gonzales, Festival Les Langagières TNP[22]

### Bourses
- 2016 : Lauréat du programme Hors les Murs de l'Institut français, Bali Indonésie
- 2023 : Lauréat du programme MIRA[23] de l'Institut français, Japon

## Filmographie

### Films
- 2009 : Gardiens de l'ordre de Nicolas Boukhrief : Laurent
- 2018 : Just kids de Christophe Blanc : l'homme à la peau de serpent

### Téléfilms
- 2014 : Danbé, la tête haute de Bourlem Guedjou : l'avocat

### Séries télévisées
- 2009 : La commanderie (épisode 7 et 8) de Didier le Pêcheur : Laurent
- 2011 : Louis la Brocante de Pierre Sisser : Quentin
- 2021 : Insoutenables longues étreintes[24] de Galin Stoev : Charlie

## Auteur
- Voleur de sable, éditions Gros Textes et revue Décharge[25], préface de Jean-Pierre Siméon, 2014
- La direction de l'acteur peut-elle s'apprendre (ouvrage coordonnée par Jean-Françaois Dusigne)[26], Les Solitaires Intempestifs, 2015
- La rotation du cuivre[27], éditions La Boucherie Littéraire, 2018
- Il saignera des cordes[28], éditions La Boucherie Littéraire, 2021

## Prix
- 2023 : Prix CoPo et Prix CoPo des lycéens pour le recueil Il saignera des cordes[29]